# Verdi Verdi
Verdi Verdi (Nederlands: 'groene groenen') voluit fedaratione nazionale verdi verdi, is een Italiaanse groene partij. De partij staat voor een ecologische politiek en is voorstander van het federalisme (gemeentelijke en provinciale autonomie).
In tegenstelling tot de grotere groene partij, Federazione dei Verdi, is Verdi Verdi tegen de links-radicale positie die Federazione dei Verdi (I Verdi) inneemt. De leider van Verdi Verdi is Maurizio Lupi die vroeger lid was van Democrazia Cristiana en daarna van I Verdi. In 2005 werd hij in de regionale raad van Piëmont gekozen.
Verdi Verdi heeft zich aangesloten bij het Huis van de Vrijheden. Het Hof van Cassatie verbood Verdi Verdi haar huidige partijlogo en naam te voeren bij de aankomende parlementsverkiezingen, omdat deze te veel zou lijken op die van I Verdi. In Verdi Verdi's logo en partijnaam is het woord Verdi (Groen) prominent aanwezig en dit zou voor verwarring kunnen zorgen bij de kiezers. Er werd daarom besloten partijnaam en logo te wijzigen. De partij heet thans Ambienta-Lista—Ecologisti Democratici (Milieubewuste Lijst—Ecologische Democraten).
Verdi Verdi zoekt - in tegenstelling tot I Verdi - de ecologische waarden in het liberale katholicisme, het laïcisme en het republicanisme. De thuisbasis van Verdi Verdi is in Piëmont.